# حرف‌های مردانه (فیلم)
حرف‌های مردانه (به هندی: Mardon Wali Baat) فیلمی محصول سال ۱۹۸۸ و به کارگردانی بریج است. در این فیلم بازیگرانی همچون درمندرا، سانجی دات، جایا پرادا، شبانه اعظمی ایفای نقش کرده‌اند.